# Catedral de San Patricio (Parramatta)
La Catedral de San Patricio (en inglés: St Patrick's Cathedral) es la iglesia catedral de la Diócesis de Parramatta y la sede del obispo católico de Parramatta, Sídney, Nueva Gales del Sur, Australia.
Se cree que la primera misa que ocurre en el actual sitio que ocupa la Catedral se remonta a 1803, San Patricio fue ampliamente reconstruida después de un incendio 1996 que devastó la iglesia original, establecida en 1854. Una torre fue construida sobre la iglesia original de San Patricio, que fue consagrada en 1880 y bendecida en 1883, una campana de Bronce se instaló en la torre en 1904. a medida que las necesidades de la parroquia crecieron , una nueva iglesia fue construida en el sitio en 1936, la incorporación un spire y la torre existente de 1883. Cuando la diócesis de Parramatta se estableció en 1986, la Iglesia de San Patricio fue designada como la Catedral de San Patricio.